# Vijf-in-een-kruid
Vijf-in-een-kruid (Plectranthus amboinicus, synoniemen: Coleus amboinicus Lour. (basioniem),
Coleus aromaticus Benth.) is een vlezige vaste plant uit de lipbloemenfamilie (Lamiaceae). De smaak en geur lijkt enigszins op die van wilde marjolein (oregano), echte marjolein, tijm, komkommerkruid en munt. Vandaar de Nederlandse naam. Vijf-in-een-kruid komt van nature voor in Zuid- en Oost-Afrika van KwaZoeloe-Natal en Swaziland tot Angola en Mozambique en naar het noorden tot in Kenia en Tanzania. De soort is ingeburgerd in de tropen van zowel de oude als de nieuwe wereld. Vijf-in-een-kruid wordt wijdverbreid geteeld. De plant is gemakkelijk te vermeerderen door blad- en stengelstek.

## Beschrijving
Vijf-in-een-kruid is een grote succulente, kruidachtige, vlezige en sterk aromatische plant. Op de plant zitten korte, zachte, rechte haren. De bladeren hebben een speciale geur. De vlezige stengel is ongeveer30–90 cm lang met of lange, stijve haren dan wel zachte, korte, rechte, dicht bij elkaar staande haren. De zeer dikke, dicht behaarde bladeren zijn breed, ei- tot ovaalvormig met een toegespitste top. Op de onderzijde van het blad komen de meeste klierharen voor. De smaak van het blad is aromatisch met een aangename en verfrissende geur. De lichtpurperen bloemen staan op een korte bloemsteel in dichte kransen op vaste afstanden aan een lange, dunne tros.

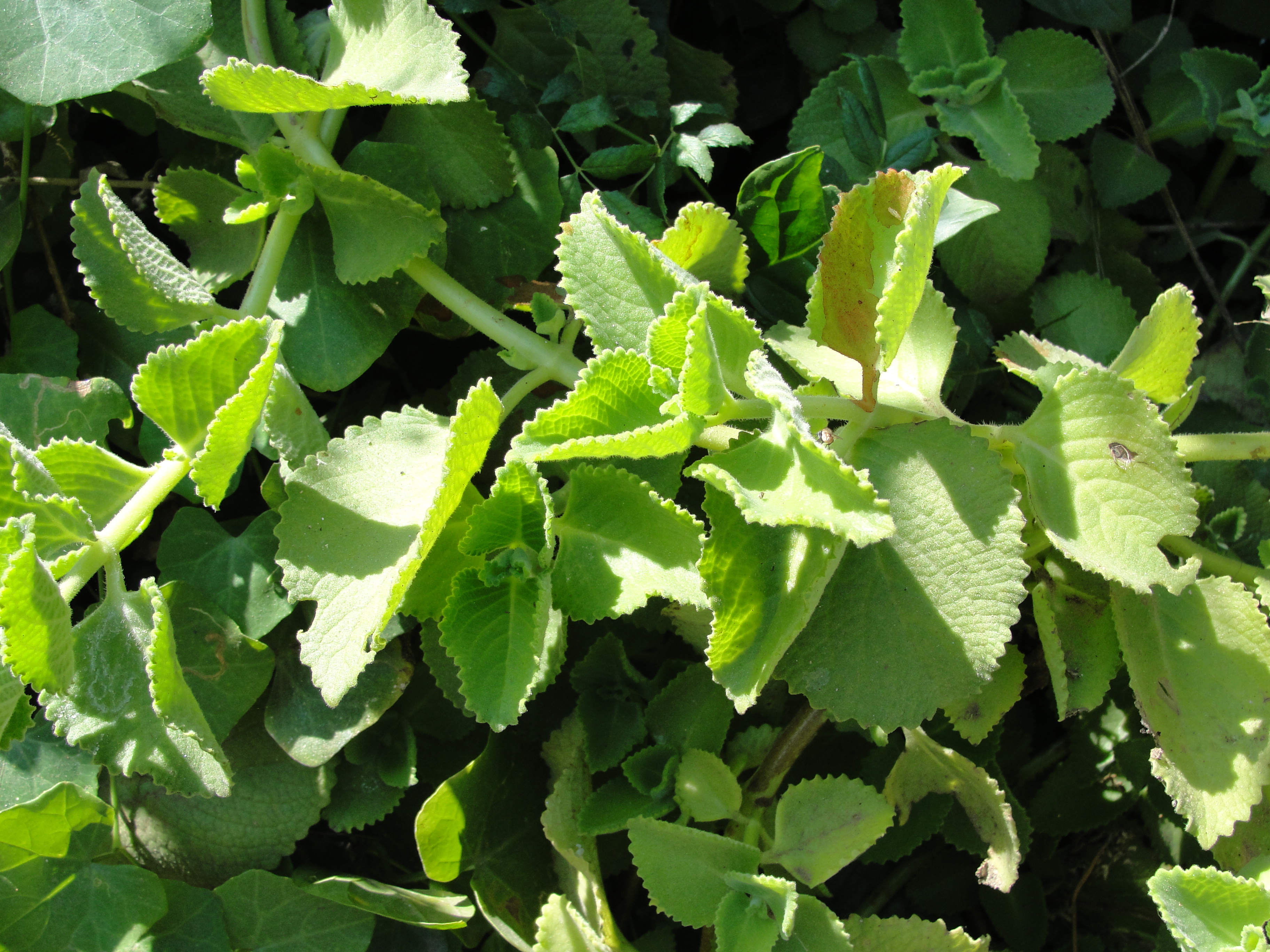
Indian Borage (Oregano)
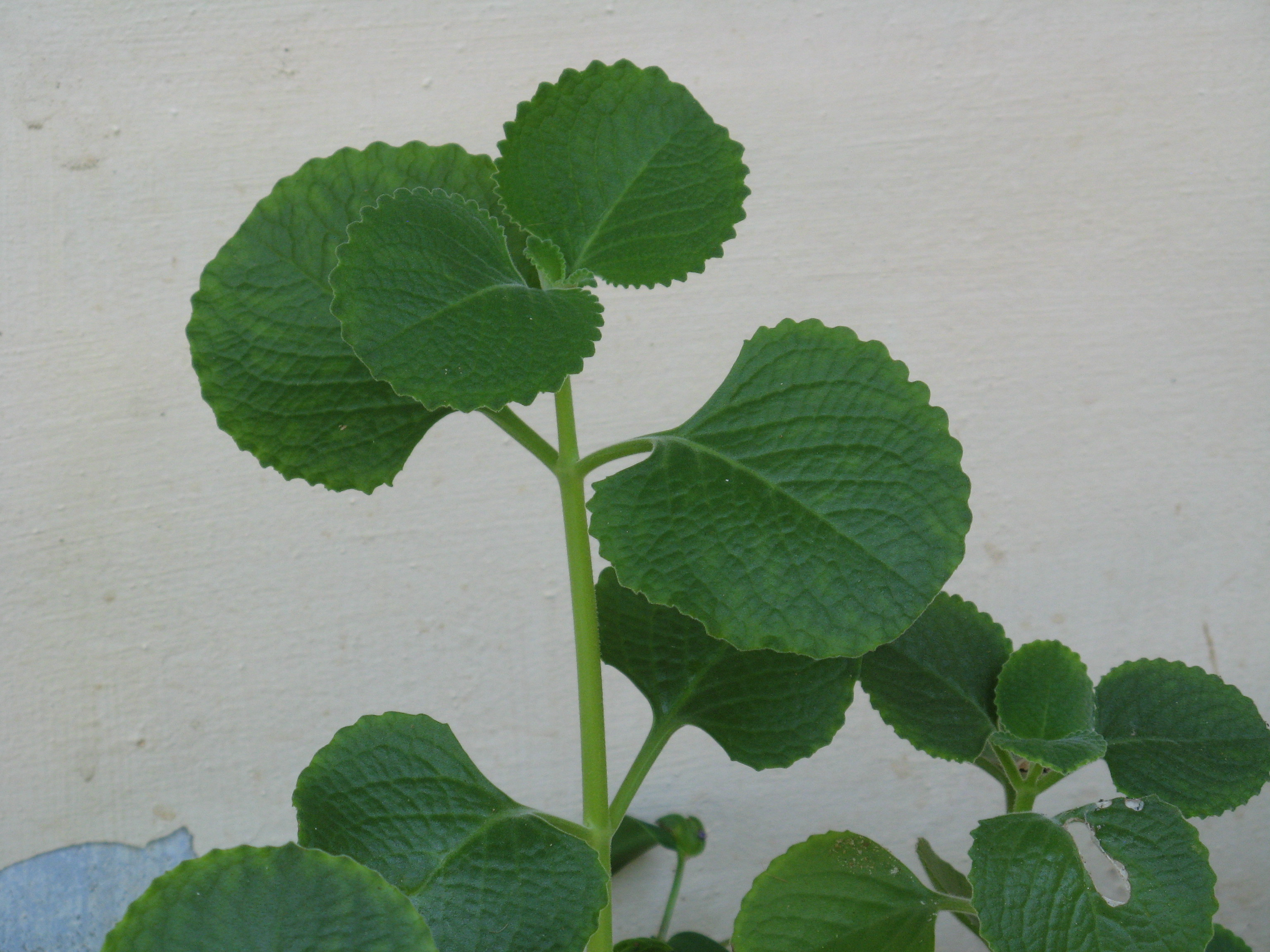
Plectranthus amboinicus in Kerala
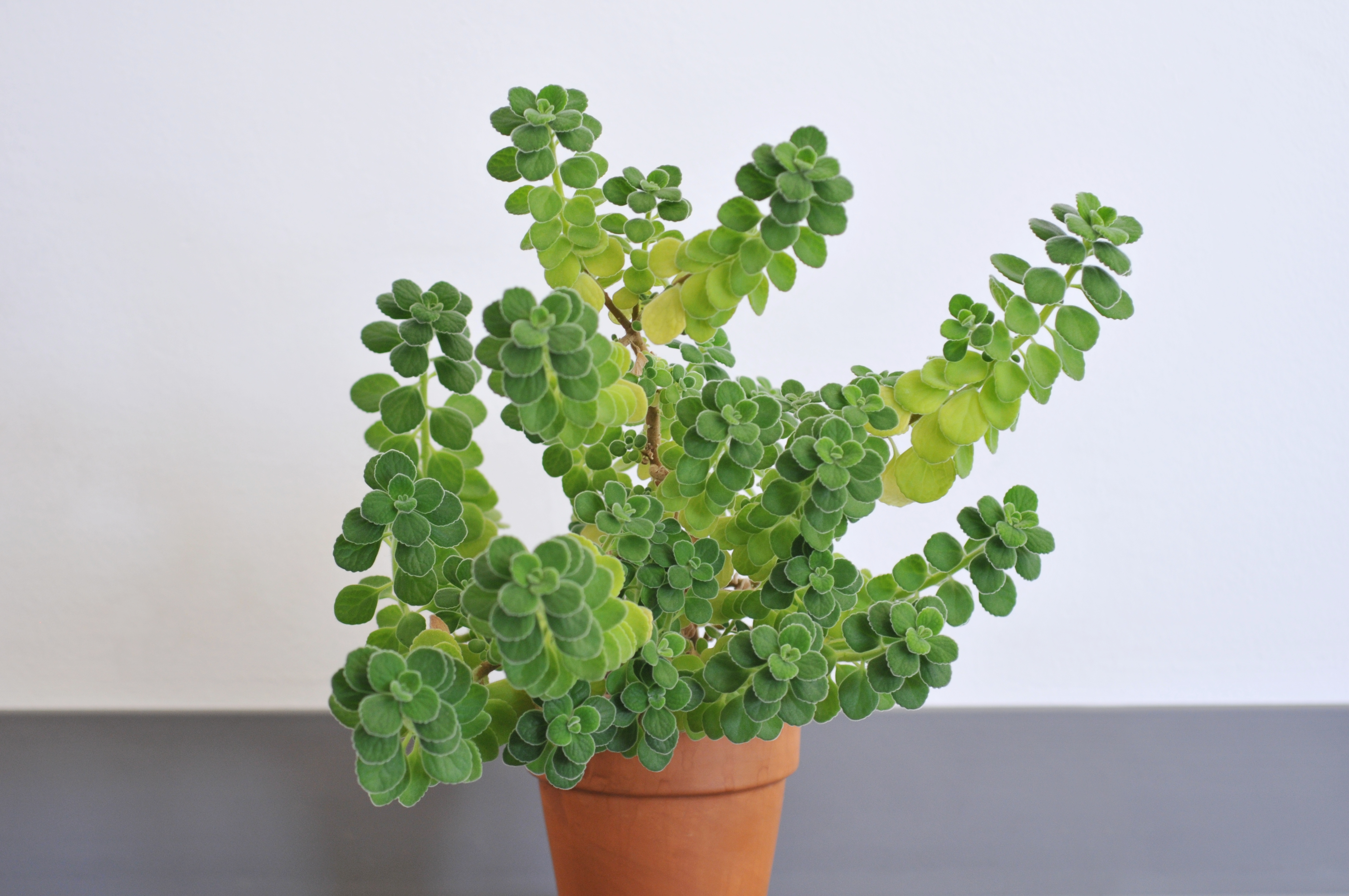
Cuban oregano